# Otto Barth (Maler)

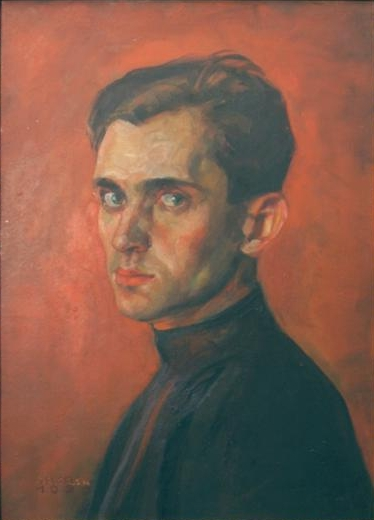
Selbstbildnis

Otto Barth (* 3. Oktober 1876 in Wien; † 9. August 1916 ebenda ) war ein österreichischer akademischer Maler, Grafiker und Alpinist.

## Leben
Otto Barth wurde als zweiter Sohn des Kunst- und Ziergärtners Johann Barth und dessen Ehefrau Anna geboren (Geburtshaus: Schleifmühlgasse 11, Wien-Wieden). Er galt in seiner Kindheit als körperlich schwach und war oft krank.  Erst die intensive Betätigung im Gebirge soll ihm zur Gesundheit und Widerstandsfähigkeit verholfen haben. Seiner Begabung entsprechend besuchte er eine Zeichenschule und später die Akademie.
Barth war eng mit Gustav (Gustl) Jahn befreundet, wie er ein begeisterter Bergsteiger und Maler. Beide unternahmen viele Touren gemeinsam; mehrere davon waren Erstbegehungen. Beide werden in ihrer Wesensart sehr unterschiedlich beschrieben, Jahn als „naives Sonnenkind“ und Barth als der „Düstere“, der oft mit seinen maltechnischen Ergebnissen unzufrieden war und dessen Bildern eine Spur von Melancholie zugeschrieben wird. In seinem Nachruf sieht Gustav Schmidt diese Ereignisse mehr am Anfang der Karriere Barths. Spätestens für die Zeit des Hagenbundes bescheinigt er ihm eine hohe Selbstsicherheit und Gestaltungskraft in Form und Farbe.
Otto Barth gründete eine Künstlergruppe mit dem Namen „Phalanx“ und wurde später Mitglied des Hagenbundes in Wien.

## Ende
Während sein Freund Jahn drei Jahre später bei einer Bergtour im Gesäuse tödlich abstürzte, starb Otto Barth mit 39 Jahren ebenfalls früh, allerdings an einer Krankheit. Anfangs zeigten sich zunehmend Herzbeschwerden. Anzeichen von Verkalkung führten die Ärzte auf eine schleichende Vergiftung durch Bleiweißfarben-Dünste im Atelier zurück, wo der Maler zu schlafen pflegte. Deutliche Sehstörungen wurden später auf einen Gehirntumor hin gedeutet.

## Werke

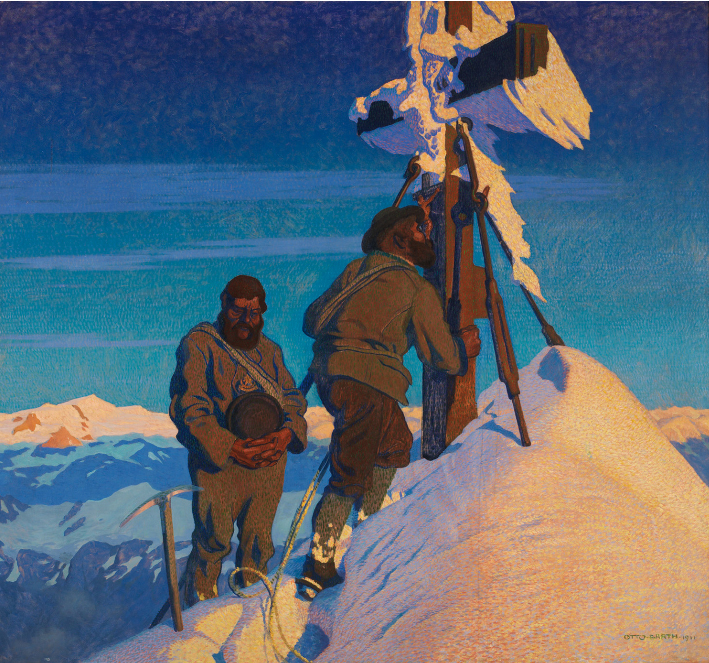
Morgengebet der Bergführer auf dem Gipfel des Großglockners (1911)

Unter der großen Zahl von Gemälden sind hervorzuheben:
- Verlassene Alm. Dieses stimmungsvolle Werk vertrat die österreichische Kunst auf der Internationalen Ausstellung in Rom;
- Morgengebet der Führer auf dem Gipfel des Großglockners (1911). Ab 1915 im Alpinen Museum München[4], heute im Alpenverein-Museum des Österreichischen Alpenvereins, Innsbruck;
- Der letzte Gang und viele andere gingen in private Hände;
- Ostersonntag in Rauris, vom k. k. Unterrichtsministerium erworben.

Barth erhielt mehrere Aufträge zur Ausschmückung öffentlicher Gebäude, so beim Neubau des Hauptbahnhofs in Salzburg sowie des neu erbauten Kurhotels „Herzoghof“ in Baden bei Wien und vielen anderen. Kaum zu zählen sind seine grafischen Beiträge für alpine Zeitschriften, Buchillustrationen, Kataloge und Werbeschriften. Für die k.k. Staatsbahnen entwarf er u. a. Plakate.

## Erinnerung
Neben den erhaltenen Bildwerken erinnert auf der Rax bei Wien der sogenannte „Malersteig“ an diese Künstlerfreundschaft. Die beiden haben die Tour 1901 gemeinsam erstmals begangen.

Erhalten und teilweise öffentlich zugänglich sind die von Barth gefertigten Wandbilder in der Kassenhalle des Hauptbahnhofs Salzburg (1909) sowie das Glaspanorama im Weilhofsaal des Hotels Herzoghof in Baden bei Wien.

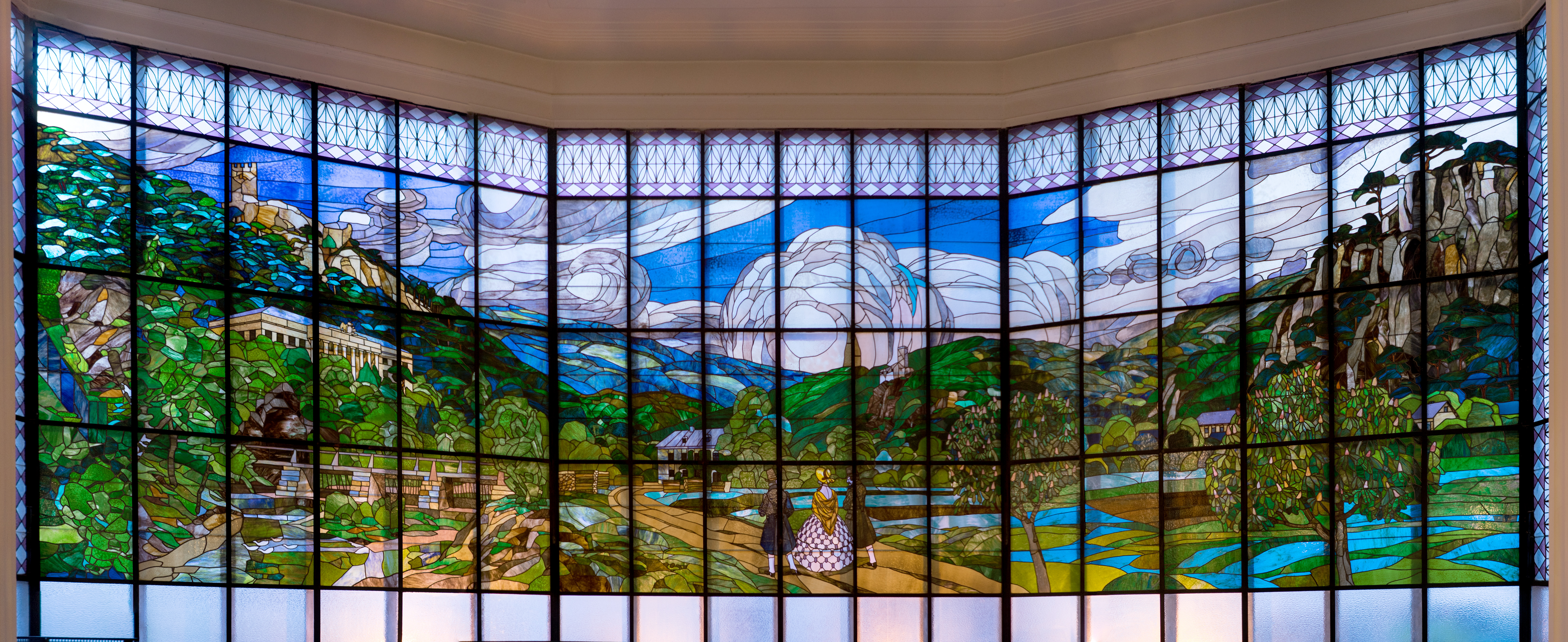
Glasgemälde im Weilburgsaal, Hotel Herzoghof, Baden bei Wien
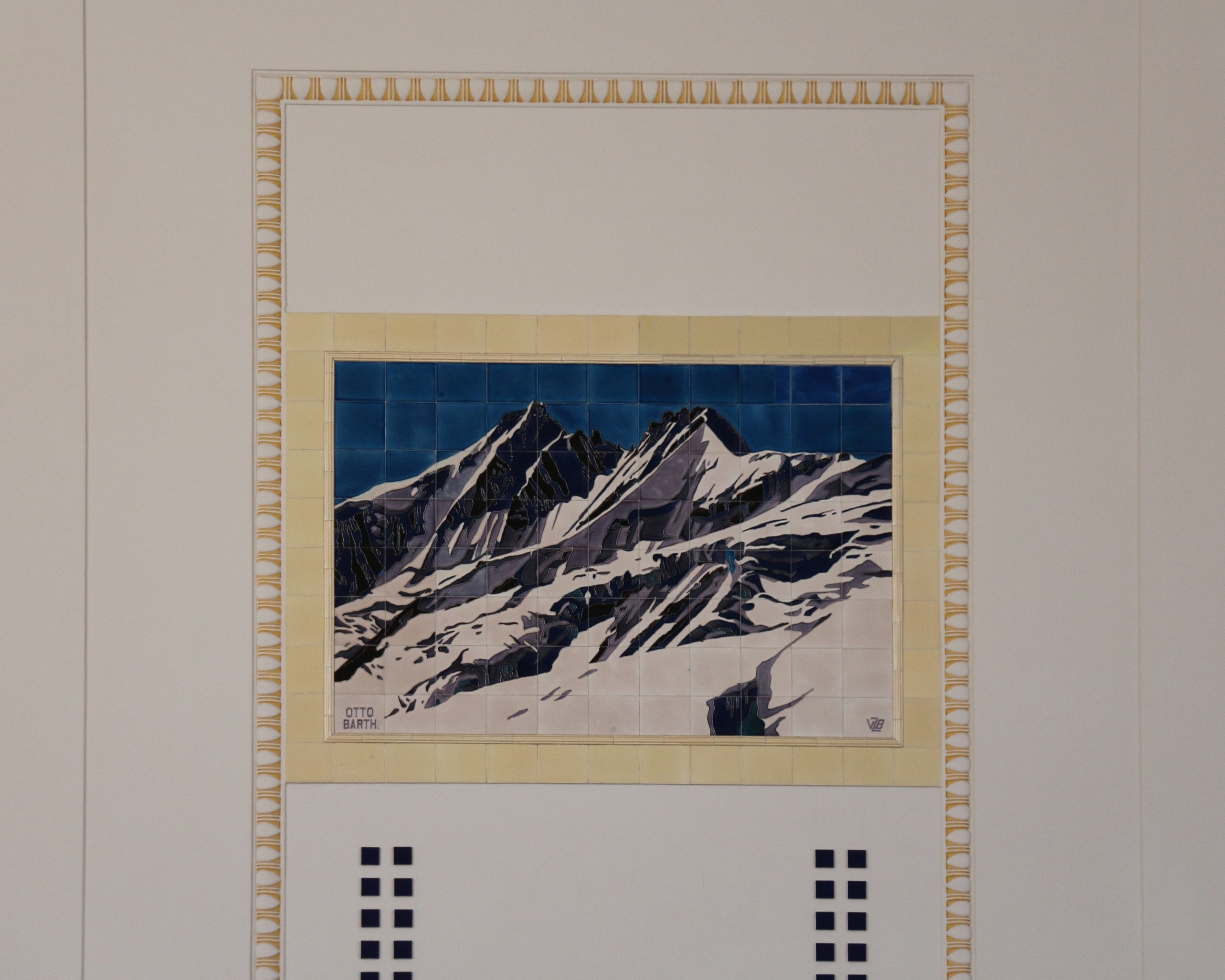
Wandbild 1 Kassenhalle Hauptbahnhof Salzburg
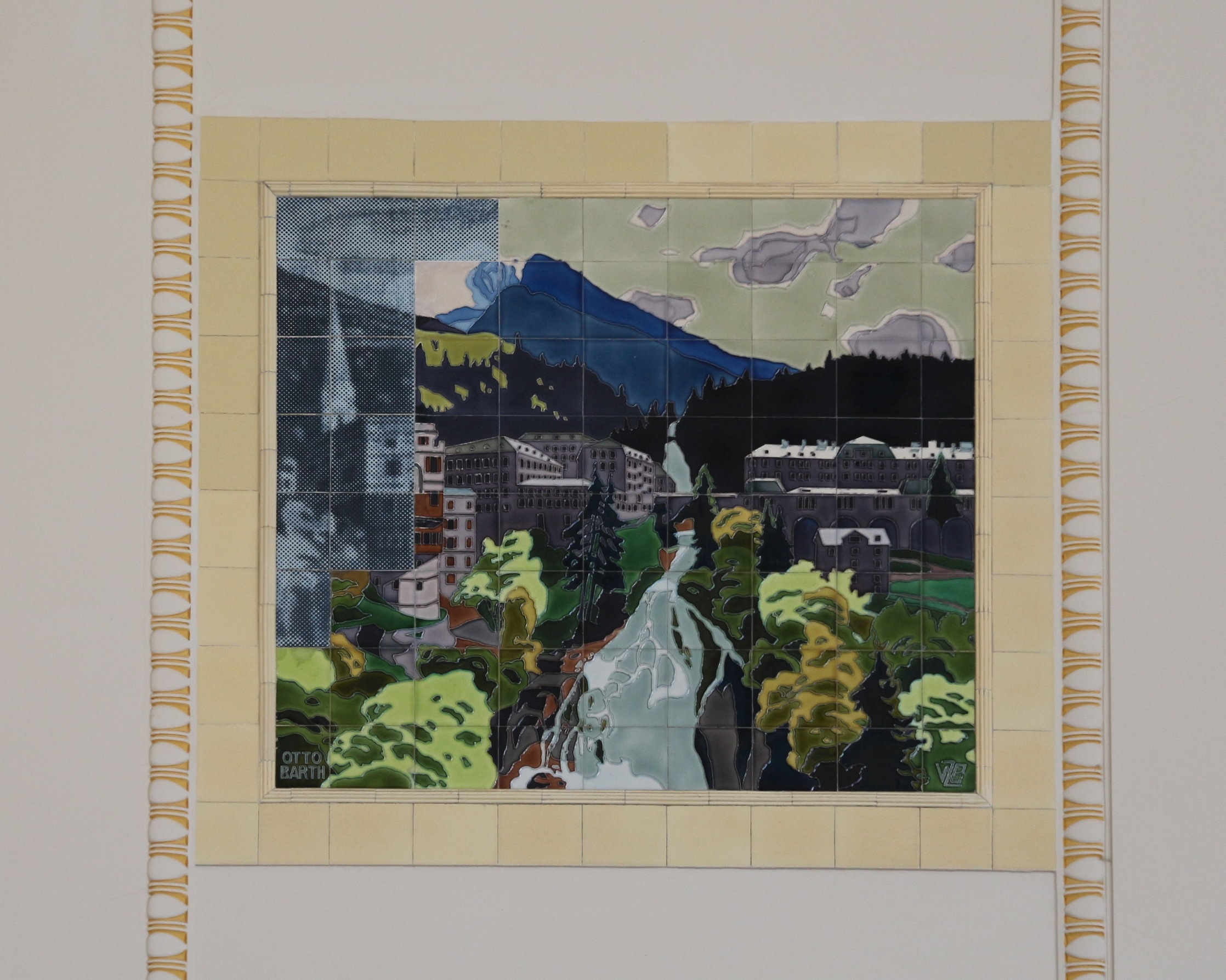
Wandbild 2 Kassenhalle Hauptbahnhof Salzburg
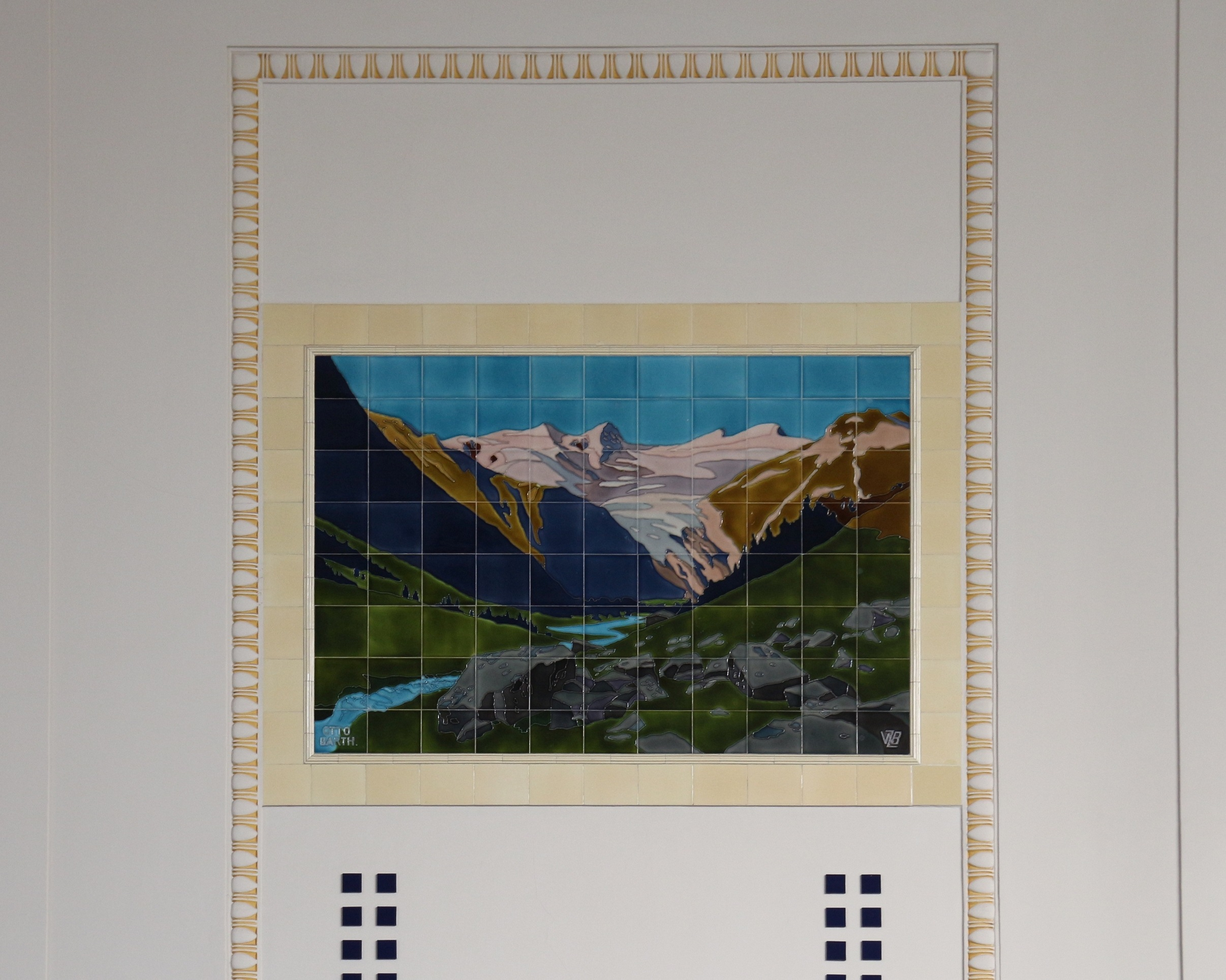
Wandbild 3 Kassenhalle Hauptbahnhof Salzburg